# مقاطعة حافلات مونتغومري
مقاطعة حافلات مونتغومري (بالإنجليزية: Montgomery bus boycott)‏ هي حملة سياسية واجتماعية ضد سياسة الفصل العنصري في نظام النقل العام في مدينة مونتغومري في ولاية الاباما. كان حدثًا أساسيًا في حركة الحقوق المدنية. استمرت الحملة من 5 ديسمبر 1955 - في يوم الاثنين الذي اعتقلت في روزا باركس بعد رفضها تسليم مقعدها لرجل أبيض - إلى 20 ديسمبر 1956، عندما تم الحكم الفيدرالي وأدى إلى إصدار قرار من المحكمة العليا الأمريكية ينص على ان قوانين الاباما ومونتغومري التي تفصل الحافلات كانت غير دستورية. وشاركت العديد من الشخصيات المهمة في المقاطعة، بما فيها القس مارتن لوثر كنغ الابن ورالف ابرناثي.

## الأحداث التي أدت إلى المقاطعة
قبل مقاطعة الحافلات، سمحت قوانين جيم كرو بالفصل العنصري في خط حافلات مونتغومري. ونتيجة لهذا الفصل لم يتم توظيف الأمريكيون من أصل أفريقي كسائقوا حافلات، واجبروا على الركوب في الجزء الخلفي من الحافلات، وكثيرا ما كانوا يامرون بان يسلموا مقاعدهم للبيض على الرغم من ان الركاب الملونين يمثلون 75 بالمئة من ركاب الحافلات.
وتمت مهاجمة الامريكيين من أصل أفريقي من قبل سائقوا الحافلات وغشوهم وتركوهم عالقين بعدما دفعوا أجورهم. قد تم إعطاء العديد من الاسباب لتصرف سائقوا الحافلات على هذا النحو ومنها العنصرية، الإحباط بسبب النزاعات العمالية وظروف العمل، وزيادة العداء تجاه السود كرد فعل على قرار براون لعام 1954، مع انضمام العديد من السائقون إلى مجالس المواطنين البيض نتيجةً لهذا القرار.

### قضية «مورغان ضد فيرجينيا»
قبلت الجمعية الوطنية لترقية الأشخاص الملونين بهذه القضية وقضايا أخرى، ومن ضمنها قضية ايرين مورغان عام 1946، والتي أسفرت عن انتصار في المحكمة العليا الأمريكية على أساس أن خطوط الحافلات بين الولايات قد فصلت البند التجاري. على الرغم من ان هذا النصر الغى قوانين الفصل العنصري عند السفر ما بين الولايات، تجاوزت حركات الحافلات الجنوبية حكم مورغان عن طريق وضع أحكام جيم كرو الخاصة بهم. واستمرت أحداث أخرى بالحدوث في مونتغومري، ومن ضمنها اعتقال ليلي ماي بيرفورد في مايو 1951، التي رفضت مغادرة قسم الركاب البيض، حتى اتهمها السائق تهمة غير صحيحة بخصوص تذكرة نقلها.

### مقاطعة باصات باتون روج
في 25 فبراير، 1953 مرر مجلس الرعية في باتون روج في لويزيانا المرسوم رقم 222، بعد ان شهدت المدينة احتجاجات من قبل الأمريكيون من أصل أفريقي بسبب قيام المجلس برفع اجور الحافلات في المدينة. ألغى المرسوم متطلبات المقاعد المحجوزة على أساس العرق وسمح بقبول الأمريكيين الأفارقة في الأقسام الأمامية لحافلات المدينة إذا لم يكن هناك ركاب بيض، ولكنهم كانوا لا يزالون بحاجة إلى الدخول الحافلة من الباب الخلفي بدلاً من الباب الأمامية. مع ذلك، لم يتم فرض هذا القانون من قبل سائقي الحافلات. أضرب السائقون عن العمل بعدما رفضت السلطات اعتقال القس ت.ج. جيمسون لجلوسه في الصف الأمامي. بعد أربعة أيام من بدء الإضراب، أعلن المدعي العام في ولاية لويزيانا ورئيس بلدية باتون روج السابق فريد س. ليبلان أن هذا القانون غير دستوري بموجب قانون ولاية لويزيانا. أدى هذا الي قيام القس جيميسون تنظيم ما يسموه المؤرخون أول مقاطعة للحافلات في حركة الحريات المدنية. انتهت المقاطعة بعد ثمانية أيام عندما تم التوصل إلى اتفاق للاحتفاظ فقط بالصفين الأمامي والخلفي الأول كمناطق جلوس محجوبة عنصريًا.

### اعتقال كلوديت كلوفن
بدأ الناشطون الأمريكيون الأفارقة ببناء قضية تتحدى قوانين فصل الحافلات بعد اعتقال كلوديت كلوفن، الفتاة ذات الخمسة عشر عامًا والطالبة في مدرسة بوكر ت. واشنطن في مونتغومري. في 2 مارس 1955، تم تكبيل كلوفن واعتقالها وطردها من الحافلة، عندما رفضت التخلي عن مقعدها لرجل أبيض. في ذلك الوقت، كانت كلوفن عضوًا نشطًا في مجلس شباب الجمعية الوطنية لترقية الأشخاص الملونين؛ كانت روز باركس مستشارة وقتها. شكلت قصية كلوفن جوهر قضية برودر ضد غايل، والتي أنهت مقاطعة حافلات مونتغوري عندما حكمت المحكمة العليا في ديسمبر 1956.

## التاريخ
طبقًا لقانون الفصل في مونتغوري، كانت العشر مقاعد الأولى محجوزة للبيض طوال الوقت. وكان من المفترض ان تُحجز المقاعد العشرة الاخيرة للأمريكيون الأفارقة. وتكونت المنطقة الموجودة في الوسط من 16 مقعد غير محجوز للبيض والملونين على اساس الفصل. يجلس البيض في المقاعد المتوسطة من الأمام الخلف، ويجلس الأفارقة من الخلف إلى الأمام إلى ان تمتلئ الحافلة. إذا صعد أشخاص ملونون آخرون إلى الباص، كان يطلب منهم الوقوف. اما إذا دخل شخص أبيض آخر إلى الباص، كان يطلب من جميع الملونون الجالسون على الصف القريب من البيض الوقوف، ليتم تكوين صف جديد للبيض؛ كان جلوس البيض والملونون جنبًا إلى جنب أمر غير قانوني. عندما رفضت روزا باركس إعطاء مقعدها لشخص أبيض، كانت تجلس في الصف الأول من الجزء الوسطي.
في كثير من الاحيان عند الصعود إلى الحافلة، كان يطلب من الأشخاص الملونون دفع الأجرة في مقدمة الحافلة والنزول وان يدخلوها من جديد منش الباب الخلفية. في بعض الأحيان، كان سائقوا الحافلات يذهبون قبل ان يتمكن الركاب الملونون من دخول الحافلة من جديد. ملكت خطوط المدن الوطنية خط حافلات مونتغوري في وقت مقاطعة الحافلات في مونتغوري.

## آثار الحادثة
كان رد فعل البيض ضد قرار المحكمة سريعًا ووحشيًا، وعلى المدى القصير، فعالًا. بعد يومين من افتتاح المقاعد التي فصلت، قام شخص بإطلاق النار على الباب الأمامي لمنزل مارتن لوثر كنغ. وبعد ليلة، في ليلة عيد الميلاد، هاجم البيض مراهقًا ملوننًا بعد نزوله من الحافلة. وبعد أربعة أيام، تم إطلاق النار على حافلتين من قبل قناصة. وفي إحدى حوادث القنص، اصيبت امرأة حامل في ساقيها. دمرت القنابل خمس كنائس للملونون ومنزل القسيس روبرت س. جريتز، واحد من قلة منتغومري البيض الذين وقفوا علنا مع قرار المحكمة.
أوقفت المدينة خدمة الحافلات لعدة أسابيع بسبب أعمال العنف. طبقًا للمؤرخ القانوني راندل كينيدي، «عندما هدأت أعمال العنف وعادت خدمة الحافلات من جديد، استمتع المونتغومريون الملونون بحقهم المعترف به حديثًا بصورة تجريدية... في كل مجال آخر تقريبًا، بقيت مونتغومري معزولة بشكل كبير...» في 23 يناير، قام أفراد من حركة كلان (الذين سيتم إدانتهم لاحقًا بالانفجارات) بإعدام رجل ملون، ويلي ادوردز، على حجة انه كان يتواعد مع امرأة بيضاء.
قامت نخبة المدينة بتقوية الفصل في مناطق أخرى، في مارس 1957 أصدروا قانونا يجعل من «غير قانوني لعب الأشخاص البيض والملونين معا، أو، أو ان يكونوا معًا في أي لعبة من الورق، النرد، الدومينو، لعبة الداما، حمام سباحة، البلياردو، الكرة اللينة، كرة السلة، البيسبول أو كرة القدم أو الجولف أو المضمار أو في أحواض السباحة أو الشواطئ أو البحيرات أو البرك أو أي لعبة أو ألعاب أو مسابقات رياضية أخرى، سواء في الداخل أو في الخارج.»
في وقت لاحق من هذا العام، اتهمت شرطة مونتغومري سبعة أشخاص من حركة كلان بالتفجيرات، ولكن جميع المجرمين تم تبرأتهم. في نفس الوقت تقريباً، حكمت محكمة ألاباما العليا ضد قناعة مارتن لوثر كينغ «بالمقاطعة غير القانونية». غادرت روزا باركس مدينة مونتغومري بسبب التهديدات بالقتل ووضع إسمها بقائمة العمالة السوداء. وفقا لتشارلز سيلبرمان، «بحلول عام 1963، عاد معظم الزنوج في مونتغمري إلى العادة القديمة بالركوب في مؤخرة الحافلة».
يحتوي النصب التذكاري الوطني للسلم والعدالة، من بين أشياء أخر، على منحوتة «مكرسة للنساء اللاتي عانين من مقاطعة الحافلات في مونتغومري»، من قبل دانا كنغ، للمساعدة على توضيح فترة الحقوق المدنية. افتتح النصب التذكاري في وسط مدينة مونتغومري، ألاباما في 26 أبريل، 2018.